# Саад ибн Абдулазиз ел Сауд
Саад ибн Абдулазиз ел Сауд (15. децембар 1915 – 23. јули 1993) је потомак је из династије Сауд седми син краља Ибн Сауда, био је гувернер провинције Асира од 1941 до 1960. године.
Био је и бивши председник савета краљевске породице ел Сауда. Савет је створен да брине о члановима саудијске краљевске породице и није био повезан ни са каквим политичким питањима.

## Биографија
Рођен 1915. године у Ријаду, као седми син краља Абдулзиза ел Сауда првог краља модерне Саудиске Арабије. Међутим, постоји још један извештај у којем се наводи година његовог рођења као 1920. година. Његова мајка је била Јаухара ибн Саад ел-Судајри. Била је удовица Саада ибн Абдул Рахмана, пуноправног брата краља Абдулзиза ел Сауда. Принц Саад је имао два брата принца Абдул Мухсина и принца Мусаида. Ел Бандари ибн Абдулазиза је била његова сестра.

## Војна каријера
Принц Саад је први пут учествовао у рату у битки код Сабиле против Ихвана која се догодила 1929. године, а током битке је тешко рањен и два пута упуцан у колено. Повреда је приморала његовог стрица принца Мухамеда ибн Абдул Рахмана, који је такође био у бици, да га изнесе напоље где се пребацио у Таиф и остао месец дана на лечењу. Након што је  принц Саад био потпуно излечен, његов отац Абдулазиз га је поново послао принцу Мухамеду да се више обучава о ратовима до 1931. године када је његов отац одлучио да га именује за заменика команданта битке код Џизана, која се завршила победом и уједињењем краљевине Емират Наџд и Хаса 1932. године.

### Провинција Хамис Мушаит
Након битке код Џизана и уједињења краљевине, постављен је за гувернера провинције Хамис Мушаит, са 18 година. Саад је бранио Хамис Мушаит 1935. године, од напада Мутавеклијског краљевства из јемена, са којим је ратовао у то време. Саад је послао 400 људи југозападно од Хамис Мушаита, а због наставка напада из Јемена, краљ Абдулзиза ел Сауда је испоручио још оружја и муниције, а када је схватио да ће битка довести до више мртвих, одлучио је да се преда.

## Емират Асир
Принц Саад је постављен за гувернера провинције Асир 1941. године. Саад је развио производњу и трговину нафте у региону. Током његове владавине, регион је такође видео изградњу многих брана за очување кишнице. Као владар Асира, Саад је развио противваздухопловну одбрану уз помоћ тадашњег министра одбране Мансура ибн Абдулазиза ел Сауда, коме је слао цивилне и војне авионе 1940-их и 1950-их. На овој функцији је остао до 1960. године, након чега је именован за заменика министра унутрашњих послова за послове безбедности и на тој функцији остао до 1987. године. Био је члан Савета за националну безбедност до 1993. године.

## Смрт
Умро је у Џеди 23. јула 1993. године и сахрањен је на гробљу Ел Адл у Меки.